# Antonio Escuriet
Antonio Escuriet Pedro (Señera (Valencia) 7 de mayo de 1909 - Villanueva de Castellón, 18 de febrero de 1988) fue un ciclista español, profesional entre 1930 y 1942 . Fue el primer ciclista español en lograr una victoria de etapa en la Vuelta ciclista a España al hacerse con la segunda etapa de la primera edición, disputada en 1935. Posteriormente, en 1941, lograría una nueva victoria de etapa en la ronda española.

## Palmarés
| 1931 - Subcampeón de España de ciclismo en ruta 1933 - Vuelta a Levante - Vuelta a Guipúzcoa - 1 etapa en la Vuelta a Pontevedra 1934 - Vuelta a Castilla - 1 etapa en la Volta a Cataluña | 1935 - 1 etapa en la Vuelta a España - Vuelta a Álava 1936 - G.P. Pascuas 1939 - Barcelona-Madrid - 1 etapa en la Madrid-Lisboa - 1 etapa de la Volta a Cataluña 1941 - 1 etapa en la Vuelta a España |